# Melanitis auletes
Melanitis auletes är en fjärilsart som beskrevs av Hans Fruhstorfer 1908. Melanitis auletes ingår i släktet Melanitis och familjen praktfjärilar. Inga underarter finns listade i Catalogue of Life.